# St. Johannes Baptist (Altenveldorf)

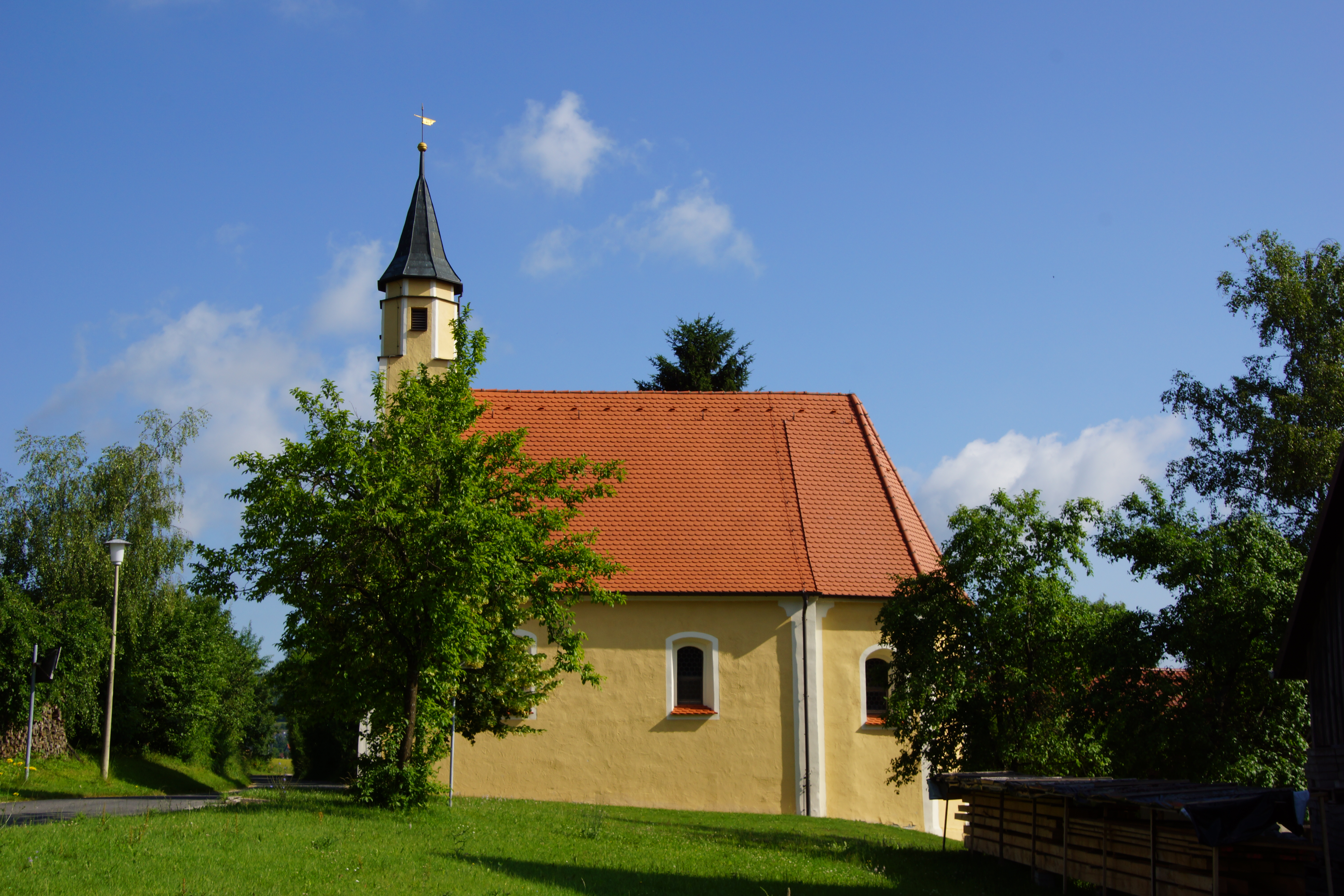
St. Johannes Baptist (Altenveldorf)

Die römisch-katholische, denkmalgeschützte Filialkirche St. Johannes Baptist steht in Altenveldorf, einem Ortsteil der Stadt Velburg im Landkreis Neumarkt in der Oberpfalz von Bayern. Die Kirche gehört zur Pfarrei von Mariä Geburt (Oberweiling) im Bistum Eichstätt. Das Bauwerk ist unter der Denkmalnummer D-3-73-167-43 als Baudenkmal in die Bayerische Denkmalliste eingetragen.

## Beschreibung
Die Saalkirche wurde in der Mitte des 18. Jahrhunderts erbaut. Sie besteht aus einem Langhaus und einem außen dreiseitig, und innen halbrund geschlossenen Chor im Osten. Aus dem Satteldach des Langhauses erhebt sich über dem Giebel im Westen ein Dachreiter, dessen oberstes achteckiges Geschoss die Turmuhr beherbergt und der mit einem achtseitigen Knickhelm bedeckt ist. 
Der Innenraum von Langhaus und Chor ist mit einer Flachdecke überspannt, die 1767 mit einer Deckenmalerei versehen wurde, auf der die Hinrichtung von Johannes dem Täufer dargestellt ist. Zur Kirchenausstattung gehört der um 1740 gebaute Hochaltar.